# Barry Cornish

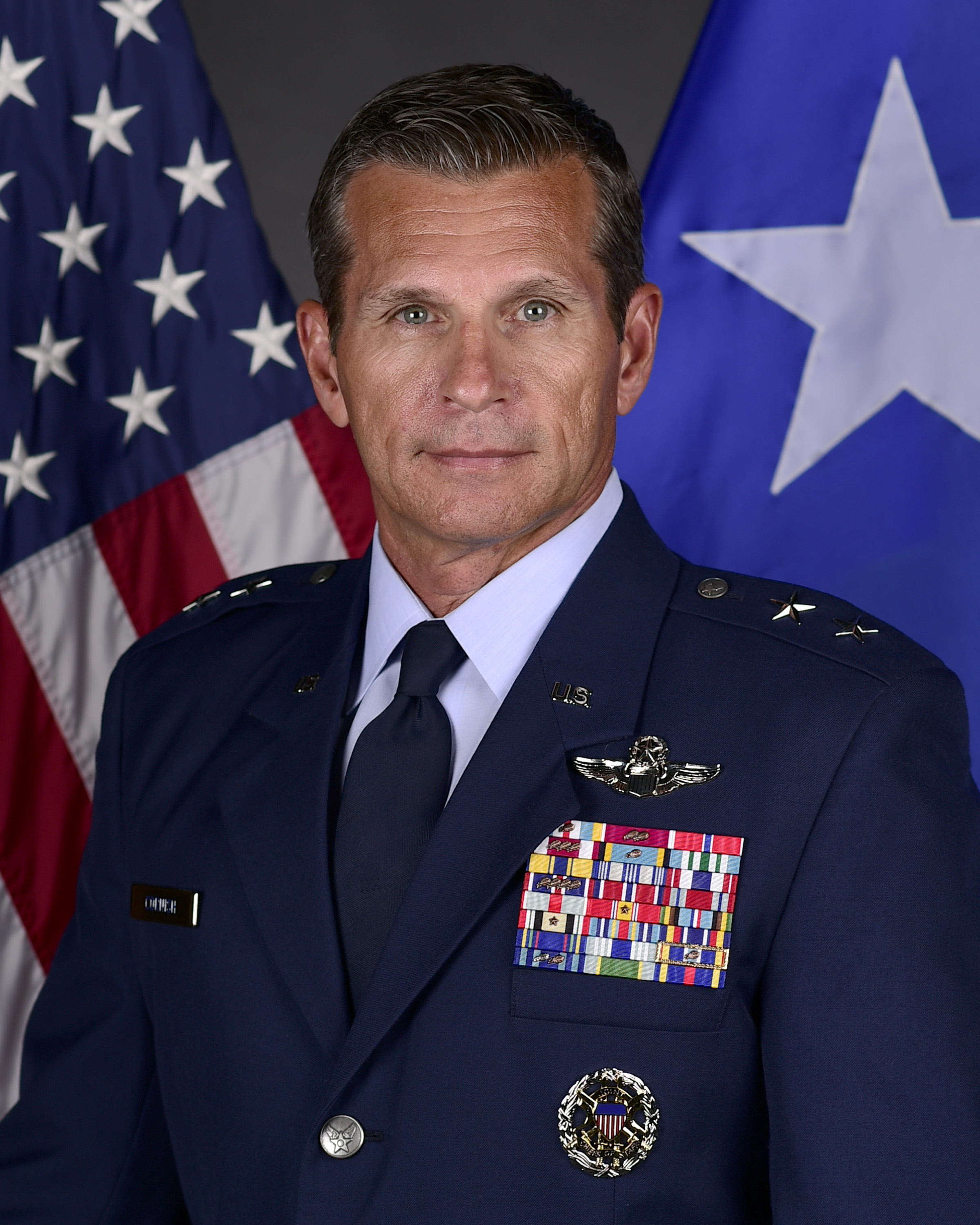
Barry R. Cornish (2020)

Barry R. Cornish (* um 1968) ist ein pensionierter Generalmajor der United States Air Force. Er war unter anderem Kommandeur der 12. Luftflotte.
Über das ROTC-Programm der University of Texas in Austin gelangte er im Jahr 1990 in das Offizierskorps des United States Air Force und durchlief anschließend alle Offiziersränge vom Leutnant bis zum Zwei-Sterne-General.
Im Lauf seiner militärischen Karriere absolvierte er verschiedene Kurse und Schulungen. Dazu gehörten unter anderem eine Ausbildung zum Kampfpiloten und weitere Fortbildungskurse als Pilot neuer Flugzeugtypen; die Squadron Officer School auf der Maxwell Air Force Base in Alabama; die U.S. Air Force Weapons School auf der Nellis Air Force Base in Nevada, das Air Command and Staff College über einen Fernkurs sowie das Air War College und das Industrial College of the Armed Forces in Fort Lesley J. McNair in Washington, D.C.
In seinen frühen Jahren als Offizier der Luftwaffe war er an verschiedenen Stützpunkten in den Vereinigten Staaten stationiert. Dabei war er als Pilot, Flugausbilder oder Stabsoffizier bei unterschiedlichen Einheiten tätig. Dazwischen absolvierte er die erwähnten Schulungen. Zwischen Februar 2005 und Mai 2008 war er als Oberstleutnant auf der Kadena Air Base in Japan stationiert. Dort kommandierte er unter anderem die 67. Kampfstaffel (67th FS).
Nach seinem bis Juni 2009 andauernden Studium am Industrial College of the Armed Forces wurde Barry Cornish nach Izmir in die Türkei versetzt, wo er bis Mai 2010 dem Hauptquartier der regionalen Luftstreitkräfte der NATO angehörte. Anschließend kehrte er zur Nellis AFB in Nevada zurück. Dort war er zwischen Juni 2010 und Juni 2012 stellvertretender Kommandeur des 57. Geschwaders (57th Wing). Zwischen Februar und August 2011 unterbrach er diese Tätigkeit und wurde Stabschef des Joint Forces Special Operations Component Commands im Irak. Anschließend erhielt er auf der Nellis AFB das Kommando über das 99. Air-Base-Geschwader (99th Air Base Wing) das er bis Juni 2014 innehatte.
Nach einer Zeit als Stabsoffizier bei den Pacific Air Forces, die ihr Hauptquartier auf der Hickham Air Force Base in Hawaii haben, kehrte Cornish im April 2015 zur Kadena Air Base in Japan zurück. Dort kommandierte er bis zum Juli 2017 das 18. Geschwader (18th Wing). Anschließend gehörte er bis zum April 2019 in unterschiedlichen Funktionen dem Stab der Joint Chiefs of Staff an.
Sein nächster Auftrag führte ihn nach Kabul in Afghanistan. Dort kommandierte er zwischen April 2019 und Mai 2020 im Rahmen der Operation Resolute Support die 9th Air and Space Expeditionary Task Force-Afghanistan. Gleichzeitig war er stellvertretender Kommandeur der in Afghanistan eingesetzten amerikanischen Luftstreitkräfte. Nach seiner Rückkehr in die Vereinigten Staaten wurde er auf die Davis-Monthan Air Force Base in Arizona versetzt. Dort war er zwischen Mai und August 2020 Stabsoffizier beim Air Combat Command.
Am 21. August 2020 übernahm Barry Cornish auf der gleichen AFB als Nachfolger von Andrew A. Croft das Kommando über die 12. Luftflotte (Twelfth Air Force). Dieses Amt bekleidete er bis zum 22. Juli 2022, als er von Evan L. Pettus abgelöst wurde. Diese Luftflotte ist die Luftkomponente des United States Southern Commands und besteht unter anderem aus mehreren regulären, Reserve- bzw. Nationalgardegeschwadern. Anschließend schied er aus dem aktiven Militärdienst aus.
Während seiner aktiven Zeit als Militärpilot absolvierte er über 2300 Flugstunden auf verschiedenen Flugzeugtypen.

## Daten der Beförderungen
| Abzeichen | Rang               | Jahr            |
| --------- | ------------------ | --------------- |
|           | Second Lieutenant  | 22. März 1990   |
|           | First Lieutenant   | 22. März 1992   |
|           | Captain            | 22. März 1994   |
|           | Major              | 1. Mai 2001     |
|           | Lieutenant Colonel | 1. Mai 2005     |
|           | Colonel            | 1. August 2010  |
|           | Brigadier General  | 3. August 2015  |
|           | Major General      | 2. Oktober 2018 |

## Orden und Auszeichnungen
Barry Cornish erhielt im Lauf seiner militärischen Laufbahn unter anderem folgende Auszeichnungen:
- Defense Superior Service Medal
- Legion of Merit
- Bronze Star Medal
- Defense Meritorious Service Medal
- Meritorious Service Medal
- Aerial Achievement Medal
- Joint Service Commendation Medal
- Air Force Commendation Medal
- Air Force Achievement Medal